# الشليحات كرينات العكبة (باب تيوكا)
الشليحات كرينات العكبة هو دُوَّار يقع بجماعة باب تيوكا، إقليم سيدي قاسم، جهة الرباط سلا القنيطرة في المملكة المغربية. ينتمي الدوّار لمشيخة باب تيوكا التي تضم 17 دوار. يقدر عدد سكانه بـ 165 نسمة حسب الإحصاء الرسمي للسكان والسكنى لسنة 2004.

## روابط خارجية
- البوابة الوطنية للجماعات الترابية
- المندوبية السامية للتخطيط